# René Payant
René Payant, né le 19 mai 1949 et mort le 3 novembre 1987, est un théoricien et historien de l'art québécois.

## Biographie
Professeur d'histoire et de théorie de l'art à l'Université de Montréal, René Payant a été président de la Société d'esthétique du Québec et a collaboré à plusieurs revues canadiennes et européennes : Spirale et Parachute, dont il fit partie des comités de rédaction, Arts Canada, Études françaises, Ateliers, Vie des Arts, Trois, La Revue d'esthétique, Degrés, Traverses, Art Press, etc. Il fut aussi l'auteur de nombreuses présentations de catalogues d'exposition au Canada et à l'étranger.
Échelonnée sur une période allant de 1976 à 1987, sa réflexion porte sur la définition même de l'œuvre d'art, sa fonction, le travail de la perspective et celui de la couleur, l'art ancien et l'art contemporain. La photographie, la vidéo, la performance et l'installation y sont traitées ainsi que l'actualité mouvante des expériences en arts visuels. Dans ses textes, ce théoricien interroge et explore les modalités autant que les apriori d'une discipline en interaction avec les autres champs des sciences humaines; il repose sans cesse la question de l'analyse de l'œuvre. Vingt ans après sa disparition on pouvait encore dire : « Quiconque a fait ou fera des études en histoire de l'art au Québec trouvera Payant sur son chemin, lui qui a eu un impact considérable sur la manière de pratiquer la discipline et qui aura, dans les années 1980, donné sa couleur à toute une scène artistique. »

## Publications
- René Payant, Lise lamarche et al. , Louise Robert et Michel Goulet [exposition, Musée d'art contemporain, Montréal],  18 septembre - 26 octobre 1980, Le Musée, 1980  (ISBN 2-551-03922-3)
- Vedute : pièces détachées sur l'art, 1976-1987 (préface de Louis Marin), Éditions Trois, coll. « Vedute », 1987, 686 p.  (ISBN 2-920887-00-9)

## Postérité
- Christine Bernier, Catherine Bédard, Alain Laframboise, Marc Archambault,Tombeau de René Payant, exposition et catalogue, Éditions Trois, coll. « Vedute », 1991  (ISBN 9782920887251)
- Martin Champagne et Nathalie Dussault, Point de vue : René Payant, Maison des arts de Laval, Salle Alfred Pellan, septembre 2007[2].
- Nicolas Mavrikakis, «L’enseignement de René Payant : Comment contrer la culture du réconfort? », Spirale, no. 200, 2005, p. 42-43.

## Bourse
- Bourse René-Payant, décernée par le fonds « Les Amis de l'art »[3],[4],[5]